# 1167 dans les croisades
Cette page regroupe les évènements concernant les Croisades qui sont survenus en 1167 :
- janvier : Amaury Ier de Jérusalem intervient en Égypte contre Chirkouh, à la demande du vizir Shawar[1].
- 18 mars : Amaury Ier de Jérusalem et Chirkouh, lieutenant de Nur ad-Din livrent bataille à Babeïn en Égypte[2].
- 29 août : Amaury Ier, roi de Jérusalem, épouse Marie Comnène, nièce de l'empereur Manuel Ier Comnène[3].
- août : Chirkouh, assiégé dans Alexandrie, livre la ville en échange de pouvoir sortir librement d'Égypte avec son armée[2].
- fin de l'année : Philippe de Milly entre dans l'Ordre du Temple. La seigneurie d'Outre-Jourdain passe à son gendre Onfroy III de Toron et à sa fille Étiennette de Milly[4].